# Puolvaträsket
Puolvaträsket är en sjö i Jokkmokks kommun i Lappland och ingår i Luleälvens huvudavrinningsområde. Sjön har en area på 0,0861 kvadratkilometer och ligger 340,8 meter över havet. Sjön avvattnas av vattendraget Tuortapebäcken.

## Delavrinningsområde
Puolvaträsket ingår i det delavrinningsområde (735950-170746) som SMHI kallar för Mynnar i Bodträskån. Medelhöjden är 275 meter över havet och ytan är 53,83 kvadratkilometer. Det finns inga avrinningsområden uppströms utan avrinningsområdet är högsta punkten. Tuortapebäcken som avvattnar avrinningsområdet har biflödesordning 3, vilket innebär att vattnet flödar genom totalt 3 vattendrag innan det når havet efter 129 kilometer. Avrinningsområdet består mestadels av skog (60 procent) och sankmarker (34 procent). Avrinningsområdet har 1,3 kvadratkilometer vattenytor vilket ger det en sjöprocent på 2,4 procent.